# Berechiu (okręg Bihor)
Berechiu – wieś w Rumunii, w okręgu Bihor, w gminie Sânnicolau Român. W 2011 roku liczyła 437 mieszkańców.